# Voorwaartskoppeling
Voorwaartskoppeling of Feed forward is een systeem dat reageert op veranderingen in zijn omgeving, gewoonlijk om in een bepaalde toestand te blijven. Een voorwaartskoppelingssysteem reageert op een bepaalde afwijking met een vooraf bepaalde actie, in tegenstelling tot een feedback- ofwel terugkoppelingssysteem.

## Vereisten
Er is een aantal vereisten om een voorwaartskoppelingsregeling uit te voeren: de storing moet meetbaar zijn, het effect van de storing aan de uitgang van het systeem moet bekend zijn en de tijd die het de storing kost om effect te sorteren moet langer zijn dan de tijd die het voorwaartskoppelingssysteem nodig heeft om de uitgang te beïnvloeden. Als aan deze voorwaarden wordt voldaan kan voorwaartskoppeling efficiënt zijn. Voorwaartskoppeling kan sneller reageren op bekende en meetbare soorten storingen, maar kan niet veel met nieuwe soorten storingen. Een terugkoppelingssysteem kan omgaan met alle soorten storingen die een afwijking opleveren van de gewenste toestand, maar moet deze afwijking eerst meten om te kunnen reageren. Het voordeel van een voorwaartskoppelingssysteem is dat de afwijking niet optreedt bij een goed ingesteld systeem.

## Werking
Een snelheidsregelaar in een auto is een bekend terugkoppelingssysteem. Hiermee is het mogelijk dat de auto met een constante snelheid rijdt. Zodra een heuvel beklommen wordt, zal de snelheid dalen. Deze afwijking zorgt ervoor dat de regelaar gas geeft, zodat de auto weer op zijn ingestelde snelheid terugkomt.
Een voorwaartskoppelingssysteem zou de snelheidsvermindering zien aankomen, bijvoorbeeld door te meten hoe steil de helling is. Daarop kan de regelaar gas geven op het moment dat aan de klim wordt begonnen en zal de auto niet in eerste instantie snelheid verliezen.
Het probleem is dat andere oorzaken de snelheid van de auto ook beïnvloeden, zoals temperatuur, luchtdruk en windsnelheid. Aangezien de windsnelheid niet gemeten wordt, is het niet mogelijk om bij veranderingen in deze omstandigheden de snelheid constant te houden.
Het is echter mogelijk voorwaartskoppeling te combineren met terugkoppeling. Dit gebeurt bijvoorbeeld bij dynamic positioning. Het signaal van windsensoren wordt als voorwaartskoppeling in de regelaar gebracht, zodat het systeem kan anticiperen op windstoten voordat het schip uit positie wordt geblazen. Voor stroming wordt dit niet gedaan. Hierdoor zal het schip uit positie raken, wat vervolgens wordt opgemerkt door positiereferentiesystemen, waarop de regelaar actie onderneemt, terugkoppeling dus.
Bij voorwaartskoppeling treedt geen probleem op met onstabiliteit, zoals kan voorkomen bij terugkoppeling.